# Tossy Spivakovsky
Nathan/Tossy Davidovich Spivakovsky (russe : Тосси Давидович Спиваковский) (né le 23 décembre 1906 à Odessa, Empire russe – mort le 20 juillet 1998 à Westport, États-Unis) est un violoniste juif russe considéré comme l'un des meilleurs violonistes du XXe siècle.

## Biographie

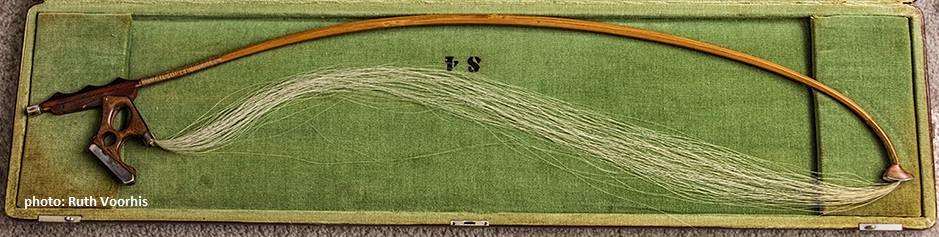
VEGA BACH BOW de Spivakovsky

## Doctorats honorifiques
- Fairfield University, Fairfield, Connecticut, 26 avril 1970
- The Cleveland Institute of Music, Cleveland, Ohio, 5 juin 1975

## Discographie

### CD
- Bartók Concerto pour violon no 2 sur le CD 6 de « Pierre Monteux in Boston - Treasure of Concert Performances 1951–1958 » (1954, West Hill radio archives WHRA 6022) (OCLC 690650655).
- Collection of short pieces by Bazzini, Mouret, Raff, Gluck, Bloch, Kreisler, Paganini, Dvořák, Beethoven, Brahms, Wieniawski, Sarasate (1924–1931, Pearl) (OCLC 50444690).
- Paganini Vingt-quatre caprices pour violon, avec Lester Taylor, piano (Omega Record) (OCLC 46696715)
- Sibelius Concerto en ré mineur, op. 47 pour violon et orchestre / Tapiola, op. 112  dirigé par Tauno Hannikainen avec l'Orchestre symphonique de Londres (1960, Everest Record) (OCLC 34902313)
- Stravinsky Concerto pour violon  dirigé par Maurice Abravanel avec l'Orchestre symphonique de l'Utah (Vanguard/Omega Record) (OCLC 44789169).
- Tchaikovski Concerto pour violon en ré majeur, op. 35 dirigé par Walter Goehr avec l'Orchestre symphonique de Londres (1960, Everest/Omega Record) (OCLC 34902313).

### LP
- Bach Sonate no 1 en sol majeur, Columbia LP Masterworks, 1950.
- Bartók Sonate pour violon et piano no 2 - Rhapsodies - Danses populaires roumaines, Artur Balsam, piano,  Concert Hall Society.
- Beethoven Sonate pour piano nº 8 op. 30 en sol majeur, Robert Cornman, piano, Columbia LP Masterworks, 1950.
- Beethoven, Sonate no 10 op. 96 en sol majeur, Rudolf Firkušný, piano ; Columbia LP Masterworks, 1951.
- Kirchner, Concerto pour violon, violoncelle, dix vents et percussions, avec Aldo Parisot, violoncelle, Epic Stereorama.
- Menotti, Concerto pour violon avec l'orchestre symphonique de Boston dirigé par Charles Munch, RCA Victor.
- Robertson, Concerto pour violon avec l'orchestre symphonique de l'Utah dirigé par Maurice Abravanel, Vanguard.
- Sibelius Concerto en ré mineur, op. 47 pour violon et orchestre dirigé par Tauno Hannikainen avec l'Orchestre symphonique de Londres, Everest.
- Stravinsky Concerto pour violon  dirigé par Maurice Abravanel avec l'Orchestre symphonique de l'Utah, Omega Record.
- Tchaikovski Concerto pour violon en ré majeur, op. 35 dirigé par Walter Goehr avec l'Orchestre symphonique de Londres , Omega Record.